# Енрік Женсана
Енрік Женсана (кат. Enric Gensana, 3 червня 1936, Льєйда — 28 вересня 2005) — іспанський футболіст, що грав на позиції захисника, зокрема за «Барселону», а також національну збірну Іспанії.

## Клубна кар'єра
У дорослому футболі дебютував 1954 року виступами за команду «Льєйда» з рідного міста, в якій провів два сезони, взявши участь у 19 матчах чемпіонату. 
1956 року був запрошений до лав «Барселони» і відіграв за головний каталонський клуб наступні вісім сезонів своєї ігрової кар'єри. За цей час двічі виборював титул чемпіона Іспанії, тричі ставав володарем Кубка Іспанії, а також здобув два Кубка ярмарків.
У сезоні 1964/65 років захищав кольори клубу «Осасуна», а завершував ігрову кар'єру у команді «Кондаль», дублі «Барселони», за яку виступав протягом 1965—1966 років.

## Виступи за збірну
1957 року дебютував в офіційних матчах у складі національної збірної Іспанії.
Загалом протягом кар'єри в національній команді, яка тривала 5 років, провів у її формі 10 матчів, забивши 2 голи.
Помер 28 вересня 2005 року на 70-му році життя.

## Титули і досягнення
- Чемпіон Іспанії (2):

«Барселона»: 1958-1959, 1959-1960
- Володар Кубка Іспанії (3):

«Барселона»: 1957, 1958-1959, 1962-1963
- Володар Кубка ярмарків (2):

«Барселона»: 1955-1958, 1958-1960